# غاريقون بوهوسي
غاريقون بوهوسي (الاسم العلمي:Agaricus bohusii) هو نوع من الفطريات يتبع جنس الغاريقون من فصيلة الغاريقونية.